# Prudence avec les femmes
Pour plus de détails, voir Fiche technique et Distribution.
Prudence avec les femmes (titre original : Women of All Nations) est un film américain réalisé par Raoul Walsh, sorti en 1931.

## Synopsis
Les aventures de Flagg et Quirt, à New York, en Suède où ils rencontrent la belle Else, au Nicaragua et en Égypte où ils retrouvent Else...

## Fiche technique
- Titre original : Women of All Nations
- Réalisation : Raoul Walsh
- Scénario : Barry Conners
- Direction artistique : David S. Hall
- Photographie : Lucien N. Andriot
- Son : George Leverett
- Montage : Jack Dennis
- Musique : Carli Elinor
- Société de production : Fox Film Corporation
- Société de distribution : Fox Film Corporation
- Pays d’origine :  États-Unis
- Langue originale : anglais
- Format : noir et blanc — 35 mm — 1,37:1 — son Mono
- Genre : Comédie
- Durée : 72 minutes
- Date de sortie :
  - États-Unis : 31 mai 1931

## Distribution

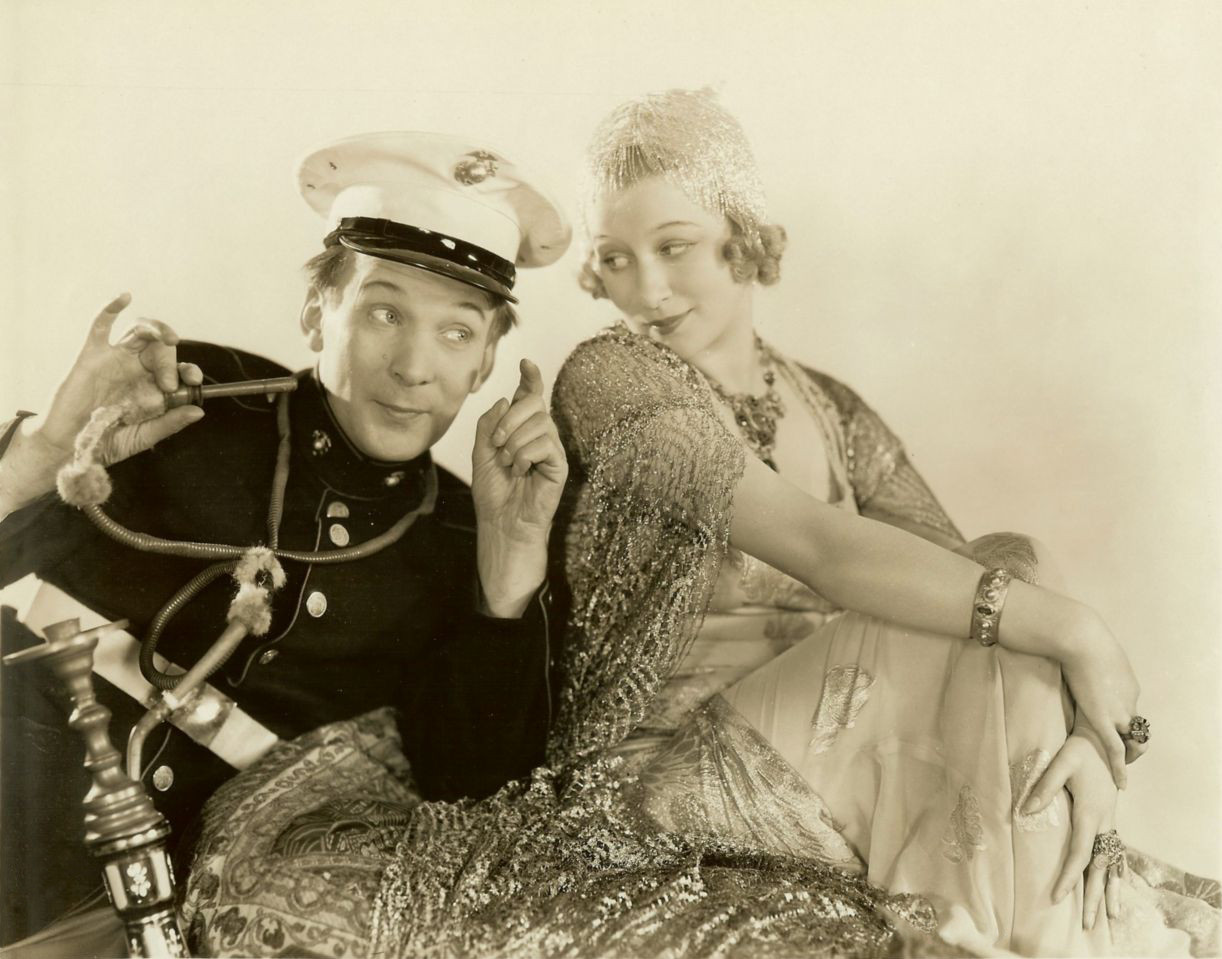
El Brendel et Greta Nissen.

- Victor McLaglen : Capitaine Jim Flagg
- Edmund Lowe : Sergent Harry Quirt
- Greta Nissen : Else
- El Brendel : Olsen
- T. Roy Barnes : Capitaine des Marines
- Joyce Compton : Kiki
- Fifi D'Orsay : Fifi
- Béla Lugosi : le Prince Hassan

## Autour du film
Victor McLaglen et Edmund Lowe avaient déjà interprété les mêmes personnages de "Flagg" et "Quirt" dans Au service de la gloire en 1926, dans Têtes brûlées en 1929 et le feront encore une fois dans Fille de feu en 1933.